# IC 1513
IC 1513 — галактика типу Sbc (компактна витягнута спіральна галактика) у сузір'ї Пегас.
Цей об'єкт міститься в оригінальній редакції індексного каталогу.